# ダ・ヴィンチ文学賞
ダ・ヴィンチ文学賞（ダ・ヴィンチぶんがくしょう）は、メディアファクトリーの雑誌『ダ・ヴィンチ』で募集されていた新人文学賞である。400字詰め原稿用紙換算で100枚から200枚の小説を募集した。作品のジャンルは不問。受賞者には賞金100万円が授与され、受賞作（またはそれを含む作品集）がメディアファクトリーから刊行された。
大賞以外の賞金は、優秀賞・読者賞が20万円、編集長特別賞が10万円。
2012年の第7回をもって終了し、後継の賞として募集内容を「本にまつわる物語」に限定したダ・ヴィンチ「本の物語」大賞が設けられた。

## 受賞作一覧
特記がなければ、初刊はメディアファクトリー〈ダ・ヴィンチブックス〉、文庫はMF文庫ダ・ヴィンチ刊。
| 回（年）        | 応募数 | 賞           | 受賞・入選作                 | 著者       | 初刊       | 文庫化              |
| --------------- | ------ | ------------ | ---------------------------- | ---------- | ---------- | ------------------- |
| 第1回（2006年） | 531編  | 大賞         | 「ようちゃんの夜」           | 前川梓     | 2006年8月  | 2008年6月           |
| 第1回（2006年） | 531編  | 優秀賞       | 「Go, HOME」                 | 橘夏水     |            |                     |
| 第1回（2006年） | 531編  | 優秀賞       | 「But Beautiful」            | 沢木まひろ |            | 2008年10月          |
| 第1回（2006年） | 531編  | 編集長特別賞 | 「POKKA POKKA」              | 中川充     |            | 2008年6月           |
| 第2回（2007年） | 447編  | 大賞         | 「うさぎパン」               | 瀧羽麻子   | 2007年8月  | 2011年2月           |
| 第2回（2007年） | 447編  | 優秀賞       | 「山下バッティングセンター」 | 曽我部敦史 | 2007年9月  |                     |
| 第2回（2007年） | 447編  | 編集長特別賞 | 「FISH IN THE SKY」          | 岡本蒼     | 2008年2月  |                     |
| 第3回（2008年） | 553編  | 大賞         | 「地図男」                   | 真藤順丈   | 2008年9月  |                     |
| 第3回（2008年） | 553編  | 読者賞       | 「朝顔の朝」                 | 遠野りりこ |            | 2008年8月           |
| 第3回（2008年） | 553編  | 編集長特別賞 | 「吉野北高校図書委員会」     | 山本渚     |            | 2008年8月 2014年6月 |
| 第4回（2009年） | 590編  | 大賞         | 「ゴボウ潔子の猫魂」         | 朱野帰子   | 2010年1月  | 2012年1月           |
| 第5回（2010年） | 634編  | 大賞         | 該当作なし                   | 該当作なし | 該当作なし | 該当作なし          |
| 第5回（2010年） | 634編  | 読者賞       | 「結婚せえ」                 | 里中智矩   |            |                     |
| 第6回（2011年） | 628編  | 大賞         | 「笑えよ」                   | 工藤水生   | 2012年3月  | 2015年2月           |
| 第7回（2012年） | 478編  | 大賞         | 該当作なし                   | 該当作なし | 該当作なし | 該当作なし          |

## ダ・ヴィンチ文学賞A.S.
2009年より、ダ・ヴィンチ文学賞の新部門として「ダ・ヴィンチ文学賞A.S. ゼロワングランプリ」が開始された。A.S.は「Another Stage」を意味するとされる。
この部門では、物語の原案を募集する。応募者は、応募規定に定められた3つのテーマを含む5つの原案を作成し応募する。「ゼロワン」とは、ゼロから1を生みだすクリエイターを募集するというこの賞の趣旨からの命名である。
大賞受賞者には賞金20万円が与えられる。また、受賞作は小説化され、書籍として刊行される。この際、応募者自身が小説化するか、応募者以外の人が小説化するかは、受賞者確定後に受賞者と検討される。
第1回の締切は2009年8月末日で、2009年12月に結果が発表された。
- 第1回（2009年）
  - グランプリ - 月島総記（つきしま そうき）『巴里（パリ）の侍』 - 自ら小説化し、同題で2010年12月刊行（ダ・ヴィンチブックス）
  - ストーリー・クリエイター奨励賞 - 佐東みどり
  - 審査員特別賞 - 烏丸舎人（からすま とねり）